# 梨猿號
梨猿號，是由悟遠劇坊設計的歌仔戲行動胖卡車，2020年6月23日於宜蘭市員山鄉結頭份大樹公舉辦啟航儀式，之後會前往台灣各地展開巡演。

## 設計理念
該車的設計理念是因為2019冠状病毒病疫情的關係而導致許多演藝團體因疫情而無法在室內演出，進而導致原訂演出計畫停擺，歌仔戲也在這場疫情中面臨斷層危機，悟遠劇坊為了捍衛歌仔戲避免此危機，而由團長簡育琳以及執行長林紋守與裝置藝術家邱憲章一同合作設計此車。此車的車名由來是因為此車要翻山越嶺來到偏鄉地區演出，宛如戲曲中的孫悟空一樣千變萬化，另外也以戲曲界的代稱「梨園子弟」中的梨園諧音來象徵著追朔其源，因此此車取名為梨猿號。梨猿號在設計上具有歌仔戲舞台的代表性元素創作，比如有翎座、生旦造型以及鳳尾雲彩的外觀。